# 틴 비치 무비
《틴 비치 무비》(Teen Beach Movie)는 미국에서 제작된 제프리 호나데이 감독의 2013년 가족, 뮤지컬 영화이다. 로스 린치 등이 주연으로 출연하였다. 2013년 7월 19일 디즈니 채널의 디즈니 채널 오리지널 무비를 통해 초연되었다. 이 영화는 푸에트리코에서 촬영되었다. 2013년 초연된 유일한 디즈니 채널 오리지널 무비이다.
틴 비치 2라는 제목의 시퀄이 2015년 6월 26일 초연되었다.

## 출연

### 주연
- 로스 린치
- 마이아 미첼
- 그레이스 핍스
- 존 델루카

### 조연
- 켄트 보이드